# Alexander Brody
| Alexander Brody                           | Alexander Brody                                                                                 |
| Kattints az alábbi külső linkek egyikére! | Kattints az alábbi külső linkek egyikére!                                                       |
| ----------------------------------------- | ----------------------------------------------------------------------------------------------- |
| Nem található szabad kép.(?)              |                                                                                                 |
| külső link · jogvédett                    | Elhunyt Alexander Brody. Cultura. A Kulturális Magazin. 2022.02.13.                             |
| külső link · jogvédett                    | Alexander Brody 1953. Princeton Alumni Weekly. Published in the March 2023 Issue.               |
| külső link · jogvédett                    | „A nyitottságban hiszek” – Alexander Brody-val Nagy József beszélgetett. Nők lapja. 2019.10.25. |
| külső link · jogvédett                    | Alexander Brody. Budapest, 2020. 1. szám. Kardos Ernő: UTCAFRONT - Ez van, öregem!              |

Alexander Brody, eredetileg Bródy Sándor (Budapest, 1933. január 28. – Budapest, 2022. február 12.) amerikai-magyar üzletember, író, reklámszakember. Bródy Sándor magyar író unokája, Hunyady Sándor unokaöccse.
Csak azt tudja az ember biztosan megtartani, amit már másnak adott szeretettel.

## Családja
Édesapja, Bródy János a magyar lóversenysport és gabonakereskedelem kiválósága volt a két világháború között, édesanyja Pollatschek Lilly sikeres festőművész. Nagypolgári családban nőtt fel, nagyapja Bródy Sándor, a híres író, a családtagjai közt olyan neves személyiségek voltak, mint édesapja féltestvére, Hunyady Sándor, Gábor Dénes Nobel-díjas fizikus, Bródy Imre, aki a kriptongázos izzót találta fel és Bródy Ernő országgyűlési képviselő.

## Életpályája
Bródy Sándor az Árpád Gimnáziumban 1943-ban I.b. (kitűnő), 1946-ban IV.b. (jórendű) osztály tanulója volt. A kis Alexander gyermekéveit a kor neves művészeivel töltötte. Villájukban gyakran megfordultak olyan híres színészek, mint Bajor Gizi, Csortos Gyula, magas pozíciójú politikusok, mint Dinnyés Lajos vagy Vas Zoltán.
Édesapja imádta a lovakat, a harmincas években több lovat versenyeztetett, 1946–1948 között az Ügető Igazgatója volt.
A háború után 1946-ban a szinte teljesen lepusztult magyar lóállomány pótlására 100 ezer dollárt kapott a Gazdasági Főtanács és Földművelésügyi Minisztériumtól, hogy Amerikából vásároljon új lovakat.
Sándor az Árpád Gimnáziumban tanult. 1947-ben negyedikes volt, amikor édesapja hivatalos útlevéllel Svájcba küldte a fiát néhány hónapra. Ez az utazás Vas Zoltán miniszter titkára révén jöhetett létre. Innen 15 évesen egyedül továbbutazott Amerikába, ahol egy év múlva már édesapja és húga, Zsófi is csatlakozott hozzá. Édesanyja 1953-ban érkezett meg Párizsból. Alexander itt érettségizett le, majd a Princetoni Egyetemre iratkozott be. Hamar beilleszkedett az amerikai társadalomba. Életre szóló barátságokat és ismeretségeket kötött. Neumann Jánoséknál találkozott egy ebéd alkalmával Einsteinnel. Greta Garbót Gombaszögi Elláéknál ismerte meg.
A Princetoni egyetemen James Baker volt a klubtársa, aki később külügyminiszter lett. Támogatói között volt édesapja barátja, a nagy író, Molnár Ferenc is. 1953-ban végzett a Princeton Egyetem Woodrow Wilson diplomáciai karán kínai nyelvből, történelemből és filozófiából. A diploma megszerzése után a reklámszakmában kívánta tehetségét kamatoztatni. Még ebben az évben belépett a Young and Rubicam céghez. Összességében 34 évet dolgozott ennél a világhírű társaságnál, minden pozícióban kipróbálva magát.
Pályafutása már az elején sikeres volt, 26 évesen a cég frankfurti irodájának második vezetőjévé nevezték ki. Egy év múlva megpályázta az olaszországi bázis vezető pozícióját, de mivel a pályázaton nem nyert, otthagyta a céget és Svájcban alapított magánvállalkozást. Két év múlva a Young and Rubicam visszahívta és megajánlotta számára az alelnök-vezérigazgató széket. A hatalmasan fejlődő cég élén állva kőkemény vezetőként is be tudta bizonyítani, hogy sikerei ellenére emberséges tudott maradni. Óriási visszhangja volt annak az ügynek, ami cége egyik képviselőjével esett meg. Egy híres olasz édességgyáros megalázóan viselkedett Brody munkatársával, több órán át várakoztatta és durván szidalmazta. Alexander, az ügy kipattanása után felbontotta a szerződést ezzel a világcéggel, pedig az hatalmas összegeket fizetett a Young and Rubicamnak. Brody az ügy után azt nyilatkozta, hogy "Gazdag klienseket mindig kaphatok, de jó munkatársakat nem." Ezzel a tettével további jó ügyfeleket szerzett és kivívta a dolgozók megbecsülését.
Üzleti karrierje töretlenül emelkedett felfelé. 1967–1970-ig a cég európai képviseletét látta el. 1970 és 1982 között Brüsszelben és New Yorkban nemzetközi elnöki tisztséget töltött be. 1981-ben a világ legnagyobb reklámügynökségével a Dentsuval közös vállalatot hoztak létre. Ez az egyesülés a New York-i DYR Worldwide cég elnök-vezérigazgatói székét hozta Brodynak. Egyetlen európaiként a japán anyacég elnökségébe is beválasztották. 1984–1987 között a Reklám Világszövetség elnöke volt. Ez alatt az időszak alatt csatlakozott a Világszövetséghez Kína és a Szovjetunió, valamint Magyarország. Ezt követően befejezte céges pályafutását és 1993-ig az Ogilvy and Mather World Wide elnökeként dolgozott. Nemzetközi sikereket könyvelhetett el itt is. 1993-ban hosszú és eredményes munkásság után visszavonult. Ettől az évtől kezdve egyre több időt töltött Magyarországon. Mivel az irodalom a vérében van, nemcsak érző, hanem értő támogatója is az irodalmi életnek. Megalapította őse tiszteletére a Bródy Sándor-díjat elsőkötetes írók számára.

## Könyvek
- Gondok és gondolatok, Budapest, Seneca Könyvkiadó, (1998), aforizmagyűjtemény
- A királynő főztjétől a pincér lábáig. 101 magyar író tálal; összeáll., előszó Alexander Brody, Neményi Zsolt; Jövendő, Bp., 1999
- Árnyék a napsütésben. Hunyady Sándor (1890–1942) elbeszélései, tárcái, karcolatai, valamint dokumentumok, visszaemlékezések; gyűjt., vál., szerk. Urbán László, bev. Alexander Brody; Jövendő–Argumentum, Bp., 2000 (Múlt a jövendőben)
- Húszezeregy éjszaka – Álmok és mesék a valóságról, Noran Könyvkiadó, Budapest, (2001)[4]
- Alibi hat hónapra 1., Evés-ivás, Alibi Kiadó Kft., Budapest, (2001)
- Alibi hat hónapra 2., Kert, Alibi Kiadó Kft., Budapest, (2002)
- Alibi hat hónapra 3., Lovak, Alibi Kiadó Kft., Budapest, (2002)
- Később, mint soha..., Noran Könyvkiadó, Budapest, 2002
- Alibi hat hónapra 4., Fürdő, Alibi Kiadó Kft., Budapest, (2003)
- Alibi hat hónapra 5. Urak – Dámák, Alibi Kiadó Kft., Budapest, (2003)
- Alibi hat hónapra 1-4[halott link], Alibi Kiadó Kft., Budapest, (2003)
- Alibi hat hónapra 6. Szerencse, Alibi Kiadó Kft., Budapest, (2004)
- Hunyady Margit – Egy mai történet a tizenkilencedik századból családi hagyaték alapján közread. Alexander Brody, sajtó alá rend. Kurta Zsuzsanna, szerk. Hovanyec László; Ulpius-ház, Bp., 2006
- Fehér Judit: Asszonyok. Bródy Sándor feleségének története és írásai; sajtó alá rend. Kurta Zsuzsanna, szerk. Hovanyecz László, közread., bev., összekötő szöveg, epilógus Alexander Brody; Ulpius-ház, Bp., 2007
- Hét évtized ízei. Pillanatfelvételek; Ulpius ház Könyvkiadó Kft., Bp., 2008
- Hét évtized illatai, Egy orvvadász emlékezései; Helikon, Bp., 2009
- Barátaim könyve; Kalligram, Pozsony, 2010
- A bolygó fénye. Hunyady Sándor arcképe; Kalligram, Pozsony, 2011
- Alexander Brody–Nagy József: Megtalálni Serendipityt. Véletlenszerű lényeges felfedezések; Magvető, Bp., 2019

## Díjak
- A Magyar Köztársasági Érdemrend tisztikeresztje, polgári tagozat (2005)